# Флаг Нязепетровского района
Флаг Нязепетро́вского муниципального района — официальный символ Нязепетровского муниципального района Челябинской области Российской Федерации. Учреждён 28 августа 2003 года.

## Описание
«Флаг Нязепетровского района представляет собой прямоугольное полотнище с соотношением ширины к длине 2:3, разделённое скошено от правого верхнего угла полотнища белой полосой наподобие еловой кроны на синюю и зелёную полосы (у свободного края полотнища). В крыже — фигуры из гербовой композиции: жёлтый идущий медведь, несущий на спине белый ларец, увершенный белой рыбой».

## Обоснование символики
В основу флага Нязепетровского района положены исторические, географические, экономические и топонимические особенности.
Центр района — город Нязепетровск, основан в 1747 году у слияния рек Уфа и Нязя как посёлок в связи со строительством купцом Петром Осокиным чугуноплавильного и железоделательного завода — об этом аллегорически говорит рыба — товарный знак завода.
Медведь — символ предусмотрительности, богатырской силы, и вместе с тем — добродушия и нерасторопности, аллегорически показывает спокойного, миролюбивого, трудолюбивого человека.
Ларец на спине золотого медведя аллегорически говорит о природных богатствах уральского края, надёжности их сбережения и рачительности использования.
Жёлтый цвет (золото) — символ высшей ценности, величия, прочности, силы, великодушия.
Белая полоса наподобие еловой кроны, разделяющая поле флага, аллегорически показывает реку Нязя и говорит о названии района, составленного из двух частей: от башкирского диалектного слова назы — «ель», «еловая», то есть «река, где растут ели» и имени основателя завода — Петра Осокина — Нязепетровский.
Белый цвет (серебро) — символ совершенства, благородства, чистоты, веры, мира.
Цвета флага — синий и зелёный аллегорически характеризуют Нязепетровский район как горно-лесной и один из немногих экологически чистых районов Челябинской области. Среди памятников природы на территории района приметны лиственничная роща и реликтовый ельник, участок реки Уфы и Шемахинское карстовое поле.
Синий цвет (лазурь) — символ истины, чести и добродетели, чистого неба и водных просторов.
Зелёный цвет — символ весны, радости, надежды.